# サボイ・ホテルの殺人

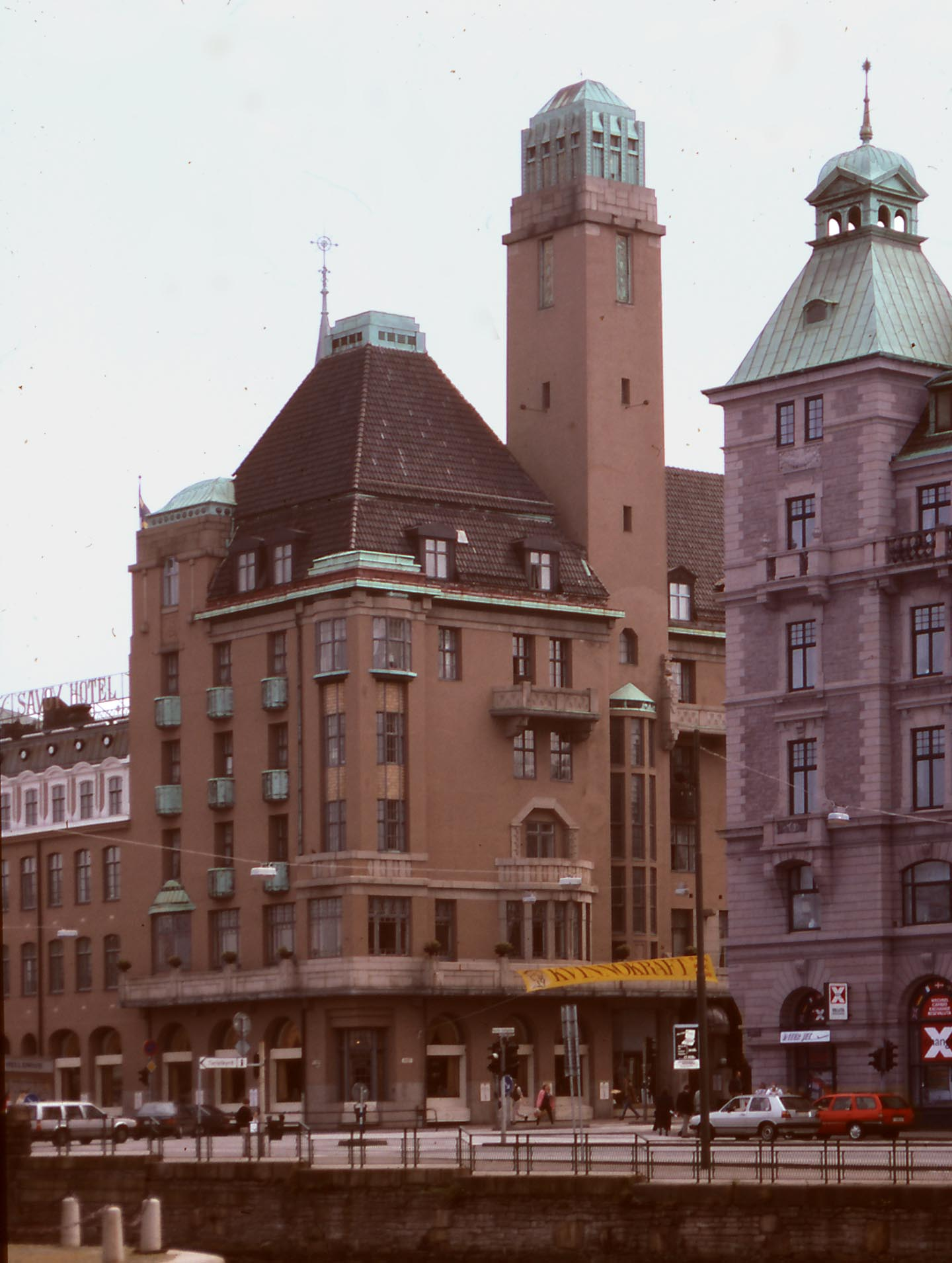
マルメのサボイ・ホテル

『サボイ・ホテルの殺人』（サボイ・ホテルのさつじん）は、ペール・ヴァールーとマイ・シューヴァル共著によるスウェーデンの警察小説「マルティン・ベック シリーズ」の第6作である。
翻訳の原書は、パンテオン・ブックス（Pantheon Books）の英語版「Murder at the Savoy」。

## あらすじ
1969年7月20時30分頃、マルメのサボイ・ホテルで実業家のヴィクトール・パルムグレンが何者かに射殺され、犯人は警察の緊急配備をすり抜けて逃走してしまった。パルムグレンが武器輸出にかかわっていたこともあり政治的な背景の動機も考慮して捜査の指揮にマルティン・ベックがストックホルムから派遣された。
現場で被害者と同席していたパルムグレンの妻や関連会社の幹部達に聞き込みを行うと、殺害動機を持ってもおかしくない者がいることが分かってきた。マルメ、ストックホルムでそれぞれに捜査は続くが決め手となる証拠は出てこなかった。
一方、マルメと海峡を挟んだデンマークの街ドラウエア（Dragør）で休暇を過ごす家族に拾われ警察に届けられた物があった。

## 登場人物
マルティン・ベック
ストックホルム警察・殺人課・主任警視
レンナルト・コルベリ
ストックホルム警察・殺人課・主任警視代理
グンヴァルド・ラーソン
ストックホルム警察・殺人課・警部
オーサ・トーレル
ストックホルム警察・風紀課
ペール・モーンソン
マルメ警察・警部
ベニー・スカッケ
マルメ警察・警部補
ヴィクトール・パルムグレン
実業家
シャーロッテ・パルムグレン
ヴィクトールの妻
マッツ・リンデル
パルムグレンの会社の幹部
ハンプス・ブロベリ
パルムグレンの会社の幹部